# Glen Glenn
Orin Glenn Troutman (født 24. oktober 1934, død 18. marts 2022), kendt under kunstnernavnet som Glen Glenn var en amerikansk rockabilly-sanger fra USA. Han begyndte sin karriere i begyndelsen af 1950'erne. 
I begyndelsen af 1950'erne dannede han en duo med guitaristen Gary Lambert, kaldet The Missouri Mountain Boys, der spillede countrymusik i barer i Los Angeles.  De fik optræden på lokale tv-stationer, hvor de mødte sangeren og guitaristen Eddie Cochran, den influere på duoen. Troutman skiftede navn til Glen Trout og indspillede flere demoer, ofte uden Lambert. I slutningen af 1957 fik han pladekontrakt med Era Records i Los Angeles, og han skiftede navn til Glen Glenn. Den første single udkom i januar 1958, "Everybody's Movin'"/"I'm Glad My Baby's Gone".
Han blev indkaldt til hæren og Era Records udgav fortat pladerne, men han kunne ikke markedsføre dem. Efter udstået militærtjeneste skiftede han til Dore Records og indspillede et mere pop-orienteret materiale uden den store succes. I 1977 udsendte det britiske Ace Records en samling af hans rockabilyindspilninger i Storbritannien, hvilket genoplivede hans karriere. Han indspillede et nyt album med Lambert i 1984 og optrådte på klubber i Californien og lejlighedsvist i Europa.
Han døde den 18. marts 2022.

## Diskografi
- Rockabilly Legend (1956)